# Grabovica (jezero)
Hidroakumulacija Grabovica nalazi u se Bosni i Hercegovini i formirana je 1982. Početak akumulacije nalazi se kod Jablanice i proteže se prema Mostaru. Dužina jezera je oko 12 kilometara, a površina oko 130 ha. Maksimalna dubina jezera je oko 34 metra, dok su oscilacije vode oko 4 metra.